# Solmans
Solmans (en francès Soumans) és una localitat i comuna de França, a la regió de la Nova Aquitània, departament de la Cruesa. La seva població al cens de 1999 era de 544 habitants. Està integrada a la Communauté de communes du Pays de Boussac.

## Demografia
| 1968 | 1975 | 1982 | 1990 | 1999 |
| ---- | ---- | ---- | ---- | ---- |
| 869  | 739  | 612  | 540  | 544  |

## Administració
| Període   | Identitat      | Partit |
| --------- | -------------- | ------ |
| 2001-2008 | Daniel Métayer |        |
| 2008-     | Gérard Nore    |        |